# جکوویتسه
جکوویتسه (به لهستانی:  Dzikowice) یک روستا در لهستان است که در گمینا شپروتاوا واقع شده‌است. جکوویتسه ۵۲۶ نفر جمعیت دارد.